# Campeonato de Polonia de Ciclismo Contrarreloj
Los Campeonatos de Polonia de Ciclismo Contrarreloj se organizan anual e ininterrumpidamente desde el año 1970 para determinar el campeón ciclista de Polonia de cada año, en la modalidad. 
El título se otorga al vencedor de una única carrera, en la modalidad de Contrarreloj individual. El vencedor obtiene el derecho a portar un maillot con los colores de la bandera de Polonia hasta el campeonato del año siguiente, solamente cuando disputa pruebas contrarreloj.

## Palmarés

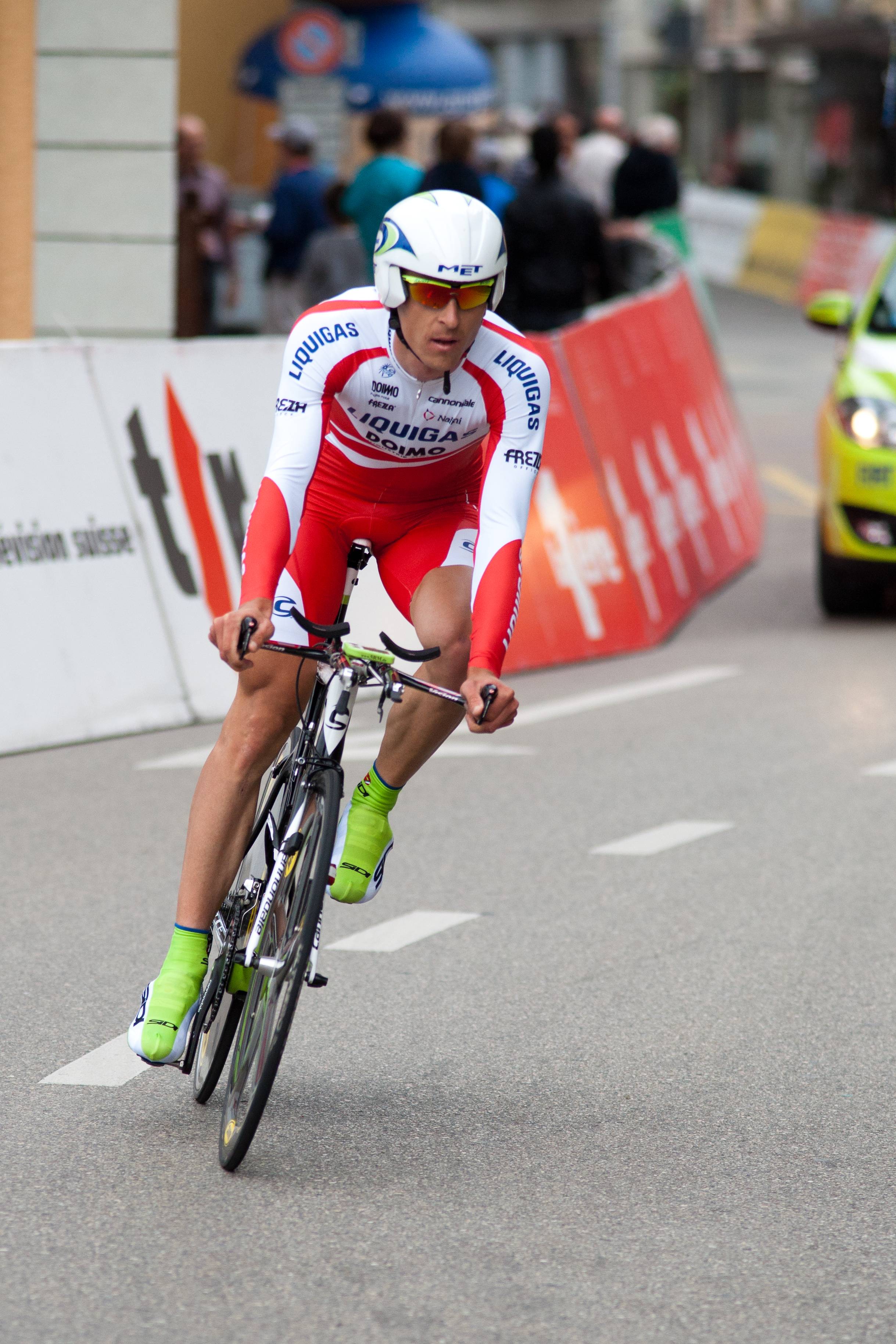
Maciej Bodnar.

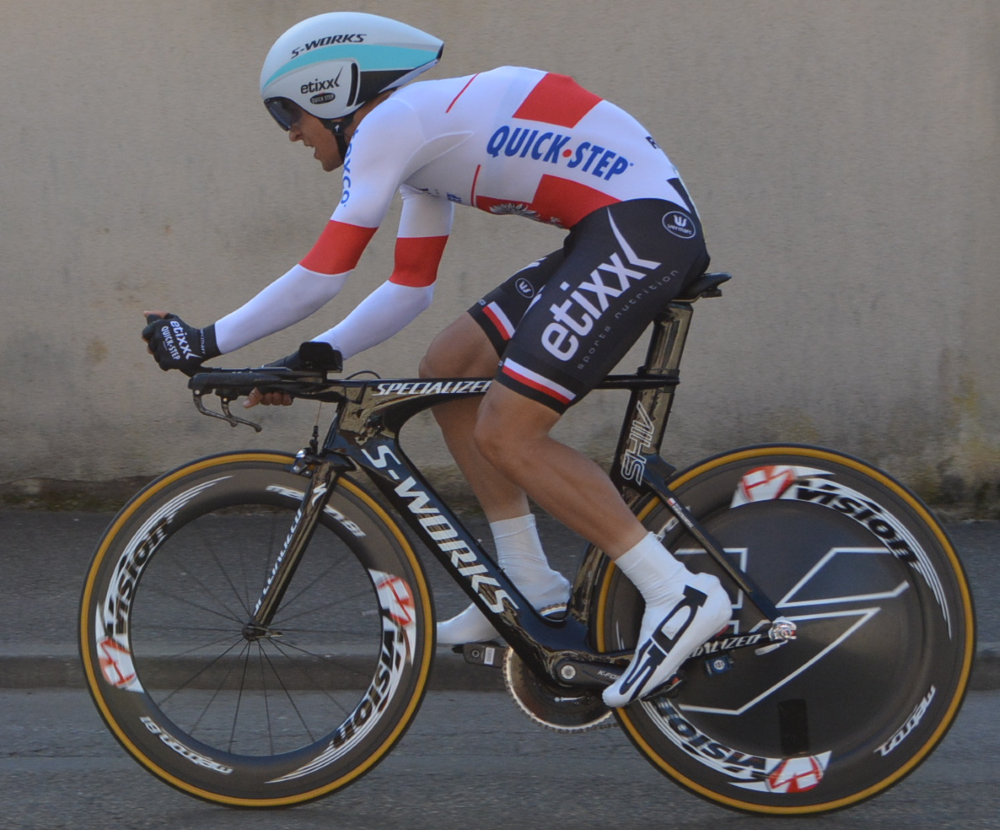
Michał Kwiatkowski campeón en 2014.

| Año  | Campeón              | Segundo              | Tercero               |
| 1970 | Jan Magiera          | Mieczysław Nowicki   | Paweł Kaczorowski     |
| 1971 | Tadeusz Mytnik       | Jan Magiera          | Mieczysław Nowicki    |
| 1972 | Tadeusz Mytnik       | Ryszard Kozieł       | Florian Andrzejewski  |
| 1973 | Tadeusz Mytnik       | Szczepan Klimczak    | Ryszard Szurkowski    |
| 1974 | Tadeusz Mytnik       | Stanisław Babula     | Stanisław Kirpsza     |
| 1975 | Jan Jankiewicz       | Czesław Lang         | Florian Andrzejewski  |
| 1976 | Florian Andrzejewski | Czesław Lang         | Janusz Bieniek        |
| 1977 | Juliusz Firkowski    | Czesław Lang         | Florian Andrzejewski  |
| 1978 | Tadeusz Mytnik       | Witold Plutecki      | Henryk Santysiak      |
| 1979 | Tadeusz Mytnik       | Jan Raczkowski       | Stanisław Kirpsza     |
| 1980 | Tadeusz Mytnik       | Jan Jankiewicz       | Zbigniew Szczepkowski |
| 1981 | Stefan Janowski      | Czesław Lang         | Jerzy Świnoga         |
| 1982 | Tadeusz Mytnik       | Roman Jaskuła        | Marek Leśniewski      |
| 1983 | Stefan Janowski      | Grzegorz Zieliński   | Marek Leśniewski      |
| 1984 | Lech Piasecki        | Tadeusz Mytnik       | Roman Jaskuła         |
| 1985 | Lech Piasecki        | Zenon Jaskuła        | Paweł Bartkowiak      |
| 1986 | Zenon Jaskuła        | Paweł Bartkowiak     | Andrzej Mierzejewski  |
| 1987 | Zenon Jaskuła        | Andrzej Mierzejewski | Marek Leśniewski      |
| 1988 | Zenon Jaskuła        | Jan Magosz           | Joachim Halupczok     |
| 1989 | Joachim Halupczok    | Jan Magosz           | Zenon Jaskuła         |
| 1990 | Andrzej Barszcz      | Andrzej Maćkowski    | Jan Magosz            |
| 1991 | Marek Leśniewski     | Dariusz Baranowski   | Andrzej Sypytkowski   |
| 1992 | Piotr Chmielewski    | Dariusz Baranowski   | Marek Leśniewski      |
| 1993 | Tomasz Brożyna       | Piotr Chmielewski    | Marek Leśniewski      |
| 1994 | Bernard Bocian       | Tomasz Brożyna       | Krzysztof Szafrański  |
| 1995 | Bernard Bocian       | Krzysztof Szafrański | Tomasz Brożyna        |
| 1996 | Piotr Chmielewski    | Tomasz Brożyna       | Bernard Bocian        |
| 1997 | Dariusz Baranowski   | Pawel Niedzwiecki    | Piotr Chmielewski     |
| 1998 | Piotr Przydział      | Bernard Bocian       | Andrzej Sypytkowski   |
| 1999 | Sebastian Wolski     | Tomasz Brozyna       | Bernard Bocian        |
| 2000 | Piotr Wadecki        | Marcin Sapa          | Bernard Bocian        |
| 2001 | Piotr Przydział      | Sławomir Kohut       | Krzysztof Szafranski  |
| 2002 | Krzysztof Szafranski | Wojciech Pawlak      | Marcin Sapa           |
| 2003 | Tomasz Lisowicz      | Pawel Zugaj          | Sławomir Kohut        |
| 2004 | Sławomir Kohut       | Krzysztof Ciesielski | Dawid Krupa           |
| 2005 | Peter Mazur          | Bartosz Huzarski     | Jaroslaw Rebiewski    |
| 2006 | Peter Mazur          | Łukasz Bodnar        | Jaroslaw Rebiewski    |
| 2007 | Łukasz Bodnar        | Jaroslaw Rebiewski   | Mateusz Taciak        |
| 2008 | Łukasz Bodnar        | Maciej Bodnar        | Mateusz Taciak        |
| 2009 | Maciej Bodnar        | Bartosz Huzarski     | Mateusz Taciak        |
| 2010 | Jarosław Marycz      | Maciej Bodnar        | Marcin Sapa           |
| 2011 | Tomasz Marczynski    | Łukasz Bodnar        | Wojciech Ziolkowski   |
| 2012 | Maciej Bodnar        | Michał Kwiatkowski   | Łukasz Bodnar         |
| 2013 | Maciej Bodnar        | Michał Kwiatkowski   | Mateusz Taciak        |
| 2014 | Michał Kwiatkowski   | Maciej Bodnar        | Mateusz Taciak        |
| 2015 | Marcin Białobłocki   | Kamil Gradek         | Bartosz Huzarski      |
| 2016 | Maciej Bodnar        | Marcin Białobłocki   | Mateusz Taciak        |
| 2017 | Michał Kwiatkowski   | Marcin Białobłocki   | Maciej Bodnar         |
| 2018 | Maciej Bodnar        | Marcin Białobłocki   | Michał Kwiatkowski    |
| 2019 | Maciej Bodnar        | Kamil Gradek         | Marcin Białobłocki    |
| 2020 | Kamil Gradek         | Maciej Bodnar        | Łukasz Wiśniowski     |
| 2021 | Maciej Bodnar        | Filip Maciejuk       | Łukasz Wiśniowski     |
| 2022 | Maciej Bodnar        | Kamil Gradek         | Szymon Rekita         |
| 2023 | Michał Kwiatkowski   | Maciej Bodnar        | Kamil Gradek          |
| 2024 | Filip Maciejuk       | Kamil Gradek         | Szymon Sajnok         |
| 2025 | Filip Maciejuk       | Kamil Małecki        | Piotr Pękala          |